# 律師事務所

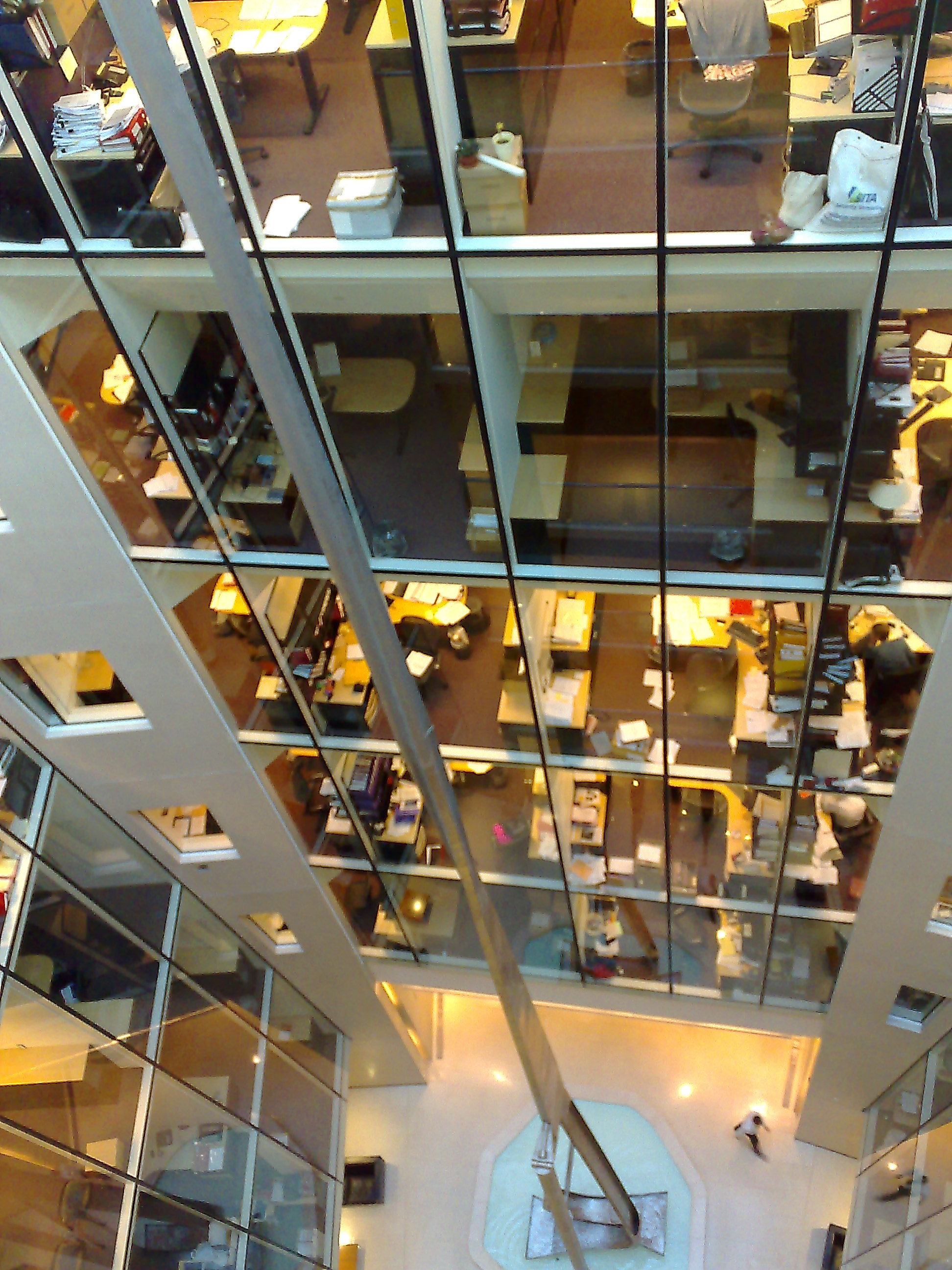
倫敦一間律師樓

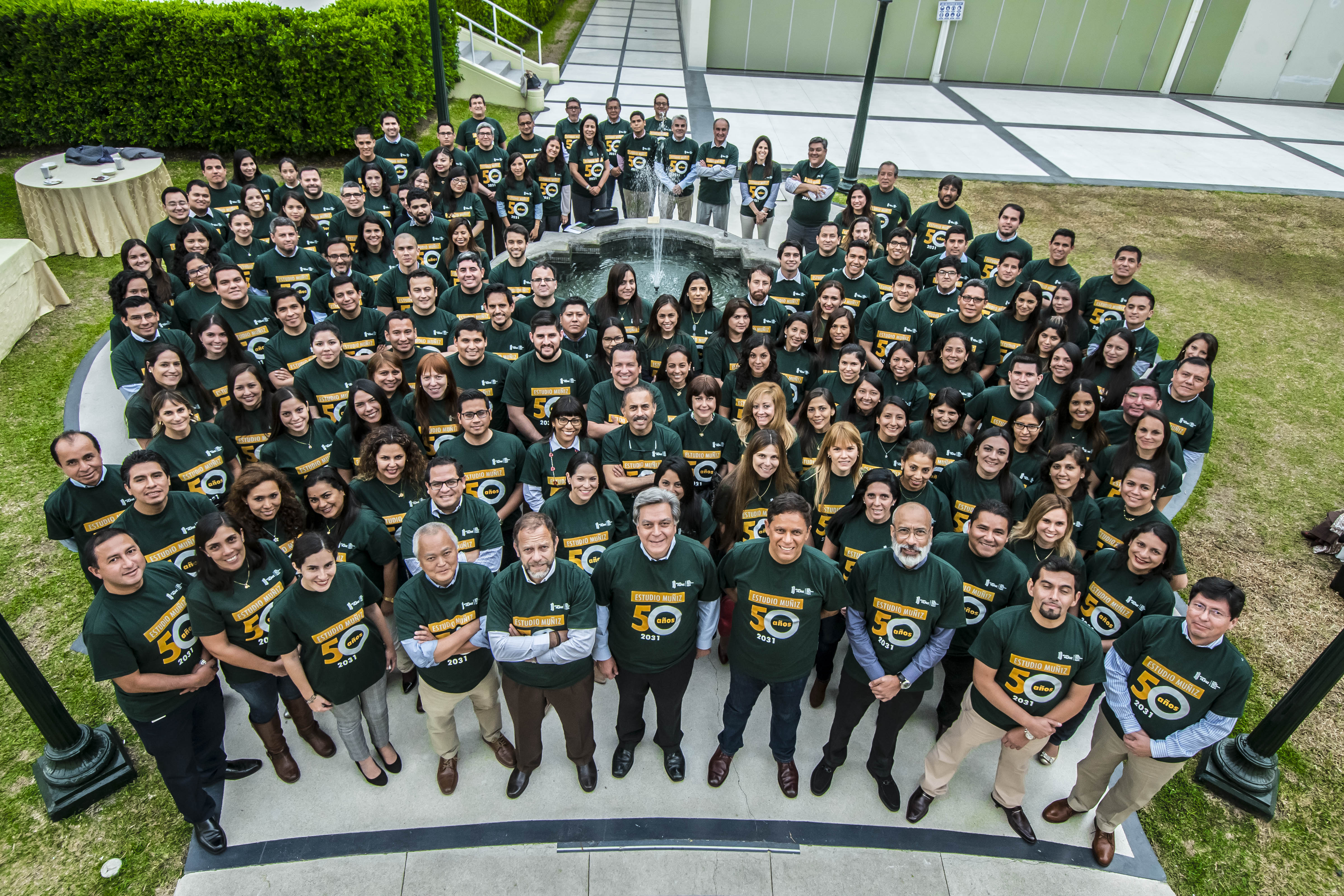
一間事務所員工合照，除了律師外還有眾多文書、調查、後勤人員

律師事務所（英語：law firm），又稱法律事務所、律師行或律師樓，是律师的执业机构。律师事务所可能由一位或多位律師共同組成。

## 业务
律师事务所的主要服务是向客户提供法律咨询，或者代表当事人提出诉讼、出庭辯護，在商事交易中代表当事人进行谈判并起草合同。有的小型的律师事务所则专注于某些特别的业务领域，比如说知识产权法、劳动法、税法、刑事辩护、人身伤害等领域。大型律师事务所的业务范围则比较全面。
内部一般可分为：
- 银行和信贷法律事务部
- 破产法律事务部
- 合并和收购法律事务部
- 诉讼法律事务部
- 税收法律事务部
- 资本市场和证券资讯法律事务部
- 法学研究部

## 组织形式

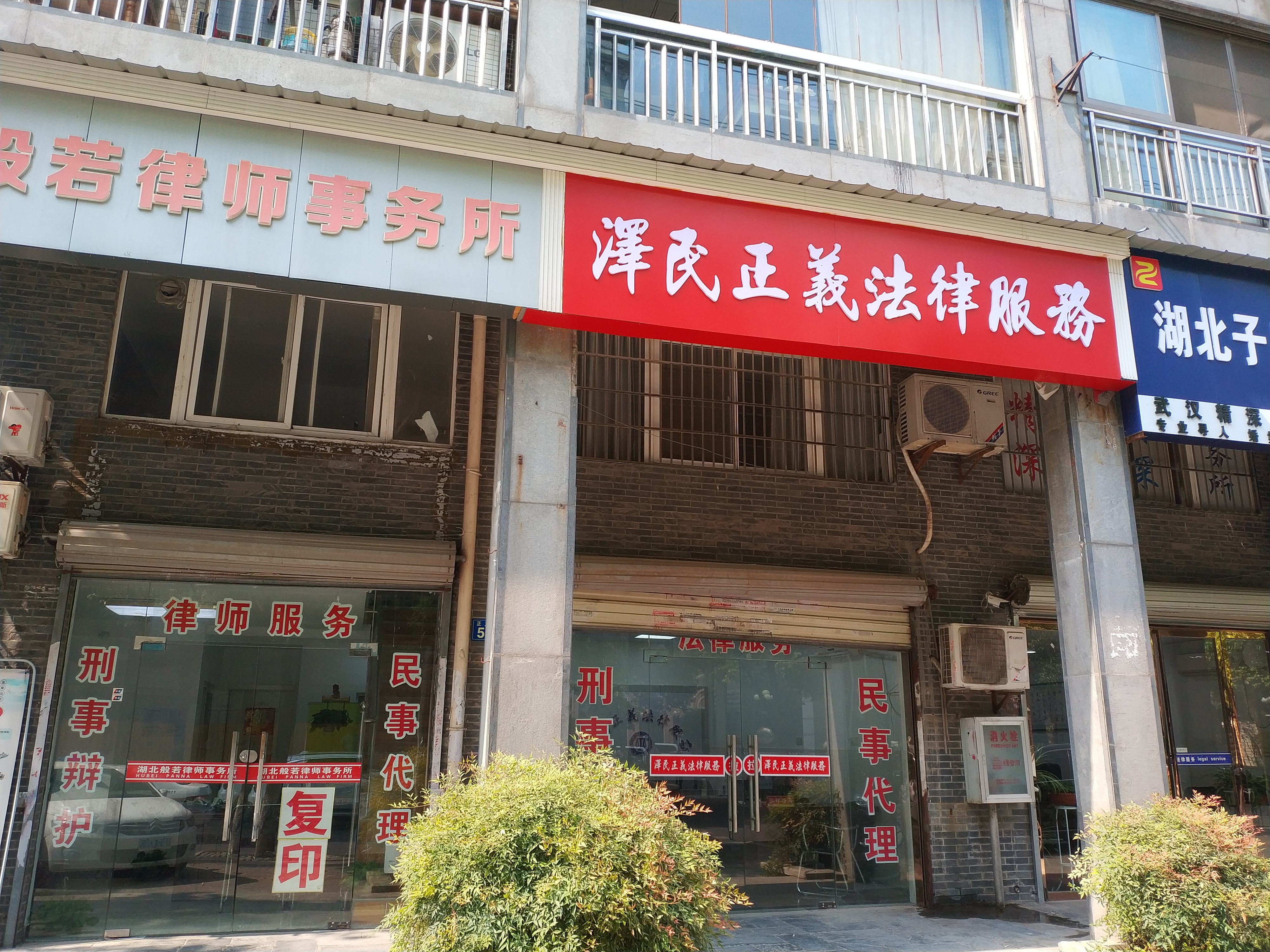
中国武汉的律师事务所，这类公司一般提供民事代理，刑事辩护服务，有的也会从事私家侦探一类的业务

世界上的主要大型律师事务所都是采取的有限责任合伙的组织形式。在中国，目前的组织形式大部分是无限责任合伙，但根据中國《律师法》的规定，律师事务所亦可采用个人独资企业的形式。